# Elecciones al Consejo General de Arán de 2023
Las elecciones para renovar el Consejo General de Arán, formado por 13 consejeros generales, que eliguen al síndico de Arán, se celebraron el 28 de mayo de 2023, coincidiendo con las elecciones municipales.

## Candidaturas
A continuación se listan las candidaturas que se presentaron a las elecciones:
| Candidatura | Candidatura                                                   | Integrantes                                                                   | Candidato a síndico         | Tersón del candidato  |
| ----------- | ------------------------------------------------------------- | ----------------------------------------------------------------------------- | --------------------------- | --------------------- |
|             | Unitat d'Aran - Partit dels Socialistes de Catalunya          | Lista Unitat d'Aran (UA) Partit dels Socialistes de Catalunya (PSC)           | Maria Vergés Pérez          | Castièro              |
|             | Convergència Democràtica Aranesa - Partit Nacionalista Aranès | Lista Convergència Democràtica Aranesa - Partit Nacionalista Aranès (CDA-PNA) | Ròsa Maria Salgueiro Pujòs  | Castièro              |
|             | Aran Amassa - Acòrd Municipal                                 | Lista Aran Amassa (Aran Amassa) Acòrd Municipal (AM)                          | Sin candidato oficial       | Sin candidato oficial |
|             | Partit Renovador Arties-Garòs                                 | ListaPartit Renovador Arties-Garòs (PRAG)                                     | José Antonio Bruna Vilanova | Arties e Garòs        |

## Resultados
|  | 49,05 % |

|  | 34,99 % |

|  | 10,71 % |

|  | 1,95 % |

|  | 97,75 % |

|  | 2,25 % |

|  | 3,27 % |

|  | 65,03 % |

|  | 34,97 % |

## Resultados por Tersón
| Tersón           | Unitat d'Aran | Convergència Democràtica Aranesa | Aran Amassa | PRAG | Total consejeros |
| ---------------- | ------------- | -------------------------------- | ----------- | ---- | ---------------- |
| Arties e Garòs   | 1             | 1                                | 0           | 0    | 2                |
| Castièro         | 3             | 1                                | 0           |      | 4                |
| Irissa           | 1             | 0                                |             |      | 1                |
| Marcatosa        | 1             | 0                                | 0           |      | 1                |
| Pujòlo           | 1             | 1                                | 0           |      | 2                |
| Quate Lòcs       | 2             | 1                                | 0           |      | 3                |
| Total consejeros | 9             | 4                                | 0           | 0    | 13               |

### Arties e Garòs
|  | 38,42 % |

|  | 27,36 % |

|  | 23,94 % |

|  | 8,42 % |

|  | 99,73 % |

|  | 0,26 % |

|  | 1,84 % |

|  | 75,44 % |

|  | 24,55 % |

### Castièro
|  | 56 % |

|  | 29,38 % |

|  | 11,15 % |

|  | 97,19 % |

|  | 2,80 % |

|  | 3,45 % |

|  | 57,03 % |

|  | 42,96 % |

### Irissa
|  | 59,61 % |

|  | 35,25 % |

|  | 96,89 % |

|  | 3,10 % |

|  | 5,12 % |

|  | 74,70 % |

|  | 25,29 % |

### Marcatosa
|  | 46,19 % |

|  | 40,10 % |

|  | 11,42 % |

|  | 98 % |

|  | 1,99 % |

|  | 2,28 % |

|  | 70,65 % |

|  | 29,34 % |

### Pujòlo
|  | 52,37 % |

|  | 33,23 % |

|  | 11,48 % |

|  | 98,49 % |

|  | 1,50 % |

|  | 2,90 % |

|  | 69,27 % |

|  | 30,72 % |

### Quate Lòcs
|  | 52,67 % |

|  | 30,76 % |

|  | 13,05 % |

|  | 97,68 % |

|  | 2,31 % |

|  | 3,50 % |

|  | 70,31 % |

|  | 29,68 % |